# Dragomir Bojanić-Gidra
Dragomir Bojanić - Gidra (Kragujevac, 13. lipnja 1933. – Beograd, 11. studenoga 1993.) bio je srbijanski glumac. Proslavio se glumeći glavnu ulogu u filmskom serijalu "Lude godine", a zapažene uloge ostvario je u još nekoliko filmova i TV serija. Sedamdesetih godina 20. stoljeća glumi u "špageti westernima" pod pseudonimom Anthony Gidra.